# Argi
Der Argi (russisch Арги) ist ein linker Nebenfluss der Seja in der Oblast Amur im Fernen Osten Russlands.
Der Argi entspringt im östlichen Stanowoigebirge. Von dort durchfließt der Fluss die Obere Seja-Ebene (Верхнезейская равнина) in westlicher Richtung und mündet nach 350 km linksseitig in die Seja, unmittelbar vor deren Mündung in den Seja-Stausee. Er entwässert ein Areal von 7090 km². Von April bis September führt der Fluss alljährlich Hochwasser.